# كييتا ياماشيتا
كييتا ياماشيتا (باليابانية: 山下敬大) هو لاعب كرة قدم ياباني، ولد في 13 مارس 1996 في مقاطعة تاغاوا ‏ في اليابان. لعب مع رينوفا ياماغوتشي ‏.

## وصلات خارجية
- كييتا ياماشيتا على موقع رابطة كرة القدم اليابانية للمحترفين (اليابانية)
- كييتا ياماشيتا على موقع إي إس بي إن إف سي (الإنجليزية)
- كييتا ياماشيتا على موقع قاعدة بيانات كرة القدم.إي يو (الإنجليزية)
- كييتا ياماشيتا على موقع Soccerbase.com (لاعب) (الإنجليزية)
- كييتا ياماشيتا على موقع Soccerway.com (الإنجليزية)
- كييتا ياماشيتا على موقع عالم كرة القدم.نت (الإنجليزية)